# Жозе Морайш
Жозе Мануел Феррейра де Морайш (порт. José Manuel Ferreira de Morais) — португальський футбольний тренер. Відомий як асистент Жозе Моурінью в «Інтері», «Реалі Мадрид» та «Челсі». На посаді головного тренера не досягнув значних успіхів, працювавши в португальських, німецьких, арабських та інших клубах. Із лютого по травень 2018 очолював англійський «Барнслі», з яким вилетів із Чемпіоншіпа (другий дивізіон). У серпні—листопаді 2018 року був головним тренером львівських «Карпат».

## Титули і досягнення
- Чемпіон Тунісу (1):

«Есперанс»: 2009-10
- Володар Суперкубка Саудівської Аравії (1):

«Аш-Шабаб»: 2014
- Чемпіон Південної Кореї (2):

«Чонбук Хьонде Моторс»: 2019, 2020
- Володар Кубка Південної Кореї (1):

«Чонбук Хьонде Моторс»: 2020
- Чемпіон Саудівської Аравії (1):

«Аль-Гіляль»: 2020-21